# Beryslavský rajón
Beryslavský rajón (ukrajinsky Бериславський район) je rajón v Chersonské oblasti na Ukrajině. Hlavním městem je Beryslav a rajón má přibližně 99 tisíc obyvatel.
Rajón byl předmětem těžkých bojů během ruské invaze na Ukrajinu. Od března do listopadu 2022 byl okupován Ruskou federací. Ukrajinská armáda ho opět dobyla při protiofenzívě.